# Buurtpreventie

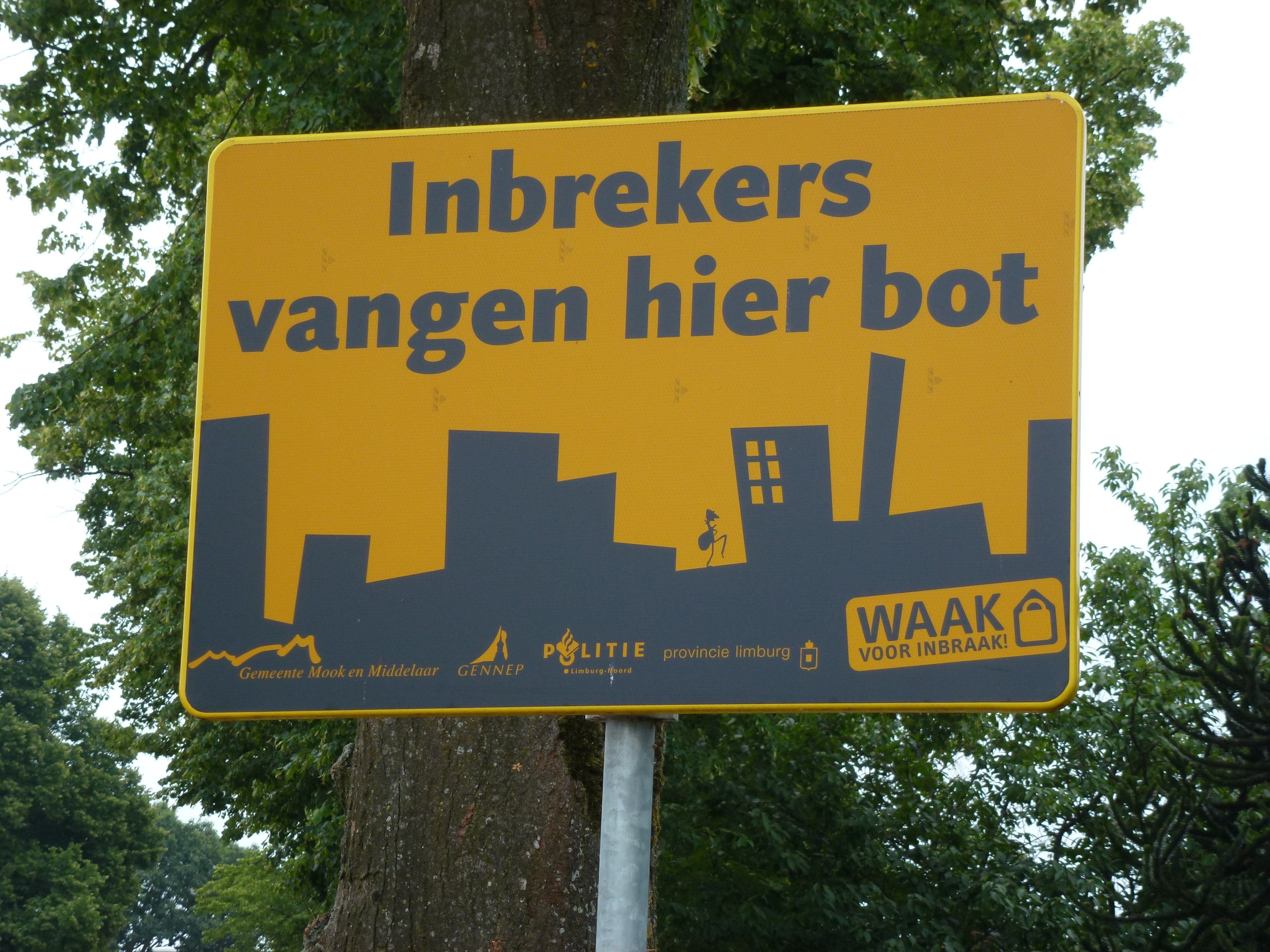
Bord buurtpreventie

Buurtpreventie is door bewoners georganiseerde controle op onregelmatigheden in een woonwijk of buurt. Treffen zij verdachte situaties of gepleegde wetsovertredingen aan, dan geven zij deze door aan politie, brandweer, of andere instanties. Deelnemers doen op vrijwillige basis mee en zijn meestal herkenbaar als preventiemedewerkers gekleed.
Buurtpreventie kan onder meer plaatsvinden door middel van buurtwhatsapp. Deze kunnen gefaciliteerd zijn door gemeenten, maar worden beheerd door vrijwilligers. 